# Liste der Naturdenkmale in Denkendorf (Württemberg)
| Naturdenkmale | Anzahl |
| ------------- | ------ |
| FND           | 10     |
| END           | 5      |
| Gesamt        | 15     |

Die Liste der Naturdenkmale in Denkendorf nennt die verordneten Naturdenkmale (ND) der im baden-württembergischen Landkreis Esslingen liegenden Gemeinde Denkendorf. In Denkendorf gibt es insgesamt 15 als Naturdenkmal geschützte Objekte, davon 10 flächenhafte Naturdenkmale (FND) und 5 Einzelgebilde-Naturdenkmal (END).
Stand: 30. Oktober 2016.

## Flächenhafte Naturdenkmale (FND)
| Name                                     | Bild | Kennung     | Einzelheiten | Position | Fläche Hektar | Datum         |
| ---------------------------------------- | ---- | ----------- | ------------ | -------- | ------------- | ------------- |
| Altarm der Körsch                        | BW   | 81160151009 | Denkendorf   | ⊙        | 0,4           | 22. Okt. 1993 |
| Altholzbestand mit Eichen                |      | 81160151011 | Denkendorf   | ⊙        | 4,4           | 22. Okt. 1993 |
| Bachlauf und Ufergehölz am Klostergarten |      | 81160151006 | Denkendorf   | ⊙        | 0,2           | 25. Aug. 1983 |
| Feuchtgebiet am Rand des Talhau          |      | 81160151010 | Denkendorf   | ⊙        | 1,0           | 22. Okt. 1993 |
| Feuchtgebiet Brühlingshau                | BW   | 81160151013 | Denkendorf   | ⊙        | 1,3           | 22. Okt. 1993 |
| Feuchtgebiet im Gewann Oberes Rot        | BW   | 81160151014 | Denkendorf   | ⊙        | 1,7           | 22. Okt. 1993 |
| Feuchtgebiet Untere Breitwiesen          |      | 81160151016 | Denkendorf   | ⊙        | 0,6           | 22. Okt. 1993 |
| Quelle und 1 Weide (Felbenbrunnen)       |      | 81160151005 | Denkendorf   | ⊙        | 0,1           | 25. Aug. 1983 |
| Riedwald                                 | BW   | 81160151008 | Denkendorf   | ⊙        | 3,3           | 25. Aug. 1983 |
| Unterlauf der Körsch                     |      | 81160151007 | Denkendorf   | ⊙        | 3,5           | 1. Jan. 2000  |
| Legende für Naturdenkmal                 |      |             |              |          |               |               |

## Einzelgebilde (END)
| Name                     | Bild | Kennung     | Einzelheiten | Position | Fläche Hektar | Datum         |
| ------------------------ | ---- | ----------- | ------------ | -------- | ------------- | ------------- |
| Eiche im Kempfler        | BW   | 81160151012 | Denkendorf   | ⊙        | 0,0           | 22. Okt. 1993 |
| Eiche                    | BW   | 81160151015 | Denkendorf   | ⊙        | 0,0           | 22. Okt. 1993 |
| 1 Linde (das Lindle)     |      | 81160151003 | Denkendorf   | ⊙        | 0,0           | 25. Aug. 1983 |
| 1 Linde                  |      | 81160151001 | Denkendorf   | ⊙        | 0,0           | 25. Aug. 1983 |
| 1 Linde                  |      | 81160151004 | Denkendorf   | ⊙        | 0,0           | 25. Aug. 1983 |
| Legende für Naturdenkmal |      |             |              |          |               |               |